# For Your Babies
For Your Babies é um single do grupo musical britânico Simply Red, o terceiro do álbum Stars de 1992. Esta faixa também foi incluída nas coletâneas Greatest Hits (1996), Simply Red 25: The Greatest Hits (2008) e Songs of Love (2010).
For Your Babies fez parte das trilhas sonoras das telenovelas brasileiras De Corpo e Alma (1992) e I Love Paraisópolis (2015) da Rede Globo.

## Charts
| Chart (1992)                                  | Melhor posição |
| --------------------------------------------- | -------------- |
| Áustria (Ö3 Austria Top 75)                   | 23             |
| Bélgica (Ultratop 50 de Flandres)             | 30             |
| França (SNEP)                                 | 46             |
| Alemanha (Offizielle Deutsche Charts)         | 43             |
| Irlanda (IRMA)                                | 11             |
| Países Baixos (Single Top 100)                | 40             |
| Nova Zelândia (Recorded Music NZ)             | 47             |
| Reino Unido (UK Singles Chart)                | 9              |
| Estados Unidos (Billboard Adult Contemporary) | 24             |